# Hydroptila inornata
Hydroptila inornata är en nattsländeart som beskrevs av Oliver S. Flint Jr. 1991. Hydroptila inornata ingår i släktet Hydroptila och familjen smånattsländor. Inga underarter finns listade i Catalogue of Life.